# 留山
留山（とめやま）とは江戸時代、藩に管理・支配された山林。入山・狩猟・伐採が禁止されていた。

## 概要
多くは藩の収益上の目的で設定されたが、保安目的あるいは狩猟目的でも設定された。森林資源が回復し、留山が解除された状態は明山（あけやま）とされるが、それでも無制限な伐採が許されることはなく、留木などの制度で伐採できる樹種や量が制限されることがあった。
入会紛争解決までの一定期間入山禁止になる山を留山と称した場合もある。また、採鉱を休止している鉱山を留山と称した場合もある。